# جاك كولمان
جاك كولمان (بالإنجليزية: Jack Coleman)‏ ممثل أمريكي من مواليد 21 فبراير 1958.

## مواقع خارجية
- جاك كولمان على موقع IMDb (الإنجليزية)
- جاك كولمان على موقع روتن توميتوز (الإنجليزية)
- جاك كولمان على موقع ألو سيني (الفرنسية)
- جاك كولمان على موقع أول موفي (الإنجليزية)
- جاك كولمان على موقع قاعدة بيانات برودواي على الإنترنت (الإنجليزية)
- جاك كولمان على موقع قاعدة بيانات الأفلام السويدية (السويدية)
- جاك كولمان على موقع إن إن دي بي (الإنجليزية)
- جاك كولمان على موقع قاعدة بيانات الفيلم (الإنجليزية)
- جاك كولمان على موقع كينوبويسك (الروسية)